# Pintura do Século XVII na França

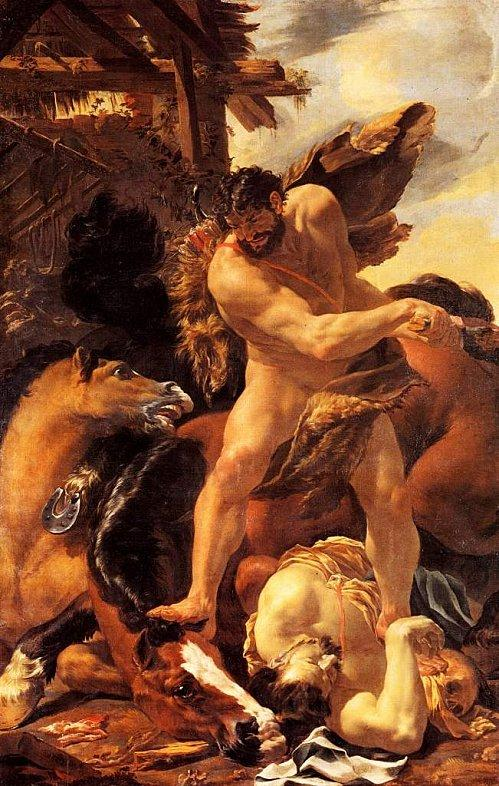
Charles Le Brun, Hércules e os Cavalos de Diomedes, 1641.

A Pintura Francesa do Século XVII, marcada pelo Classicismo Barroco, caracterizou-se pela união da Antiguidade Clássica com a arte Barroca italiana, tornando-se o estilo oficial da corte francesa no século XVII. 
A partir da segunda metade do século XVII, a capital francesa passou a competir com Roma como capital do mundo das Artes.
Dessa forma, o século XVII sempre foi considerado A Época de Ouro da Arte Francesa, o Grande Século da cultura francesa. Os reinados de Luís XIII e Luís XIV testemunharam um florescimento sem precedentes da literatura e da filosofia, da música, da arquitetura, da escultura e da pintura. 
Pertencem a este período alguns dos maiores nomes da história da arte: Nicolas Poussin e Claude Lorraine, bem como Georges de La Tour, os Irmãos Le Nain e Charles Le Brun.

## Contexto Histórico
A partir do século XVII a França ampliou seus domínios e conquistou enorme projeção. Fortalecido o poder do rei Luís XIII (1601-1643), apoiado pelo Cardeal Richelieu (1585-1642), a França alcançou enorme projeção com a sucessiva ampliação dos seus domínios, abrindo caminho para o rei absolutista e o projeto glorioso do Palácio de Versailles.
Coroado em 1654, Luís XIV (1638-1715) tornou-se um dos maiores líderes da história, encarnando o símbolo do absolutismo. O monarca deu à França o máximo de esplendor e projeção, merecendo o título de Rei-Sol, com uma corte das mais brilhantes e luxuosas.

## Influência do Barroco Italiano

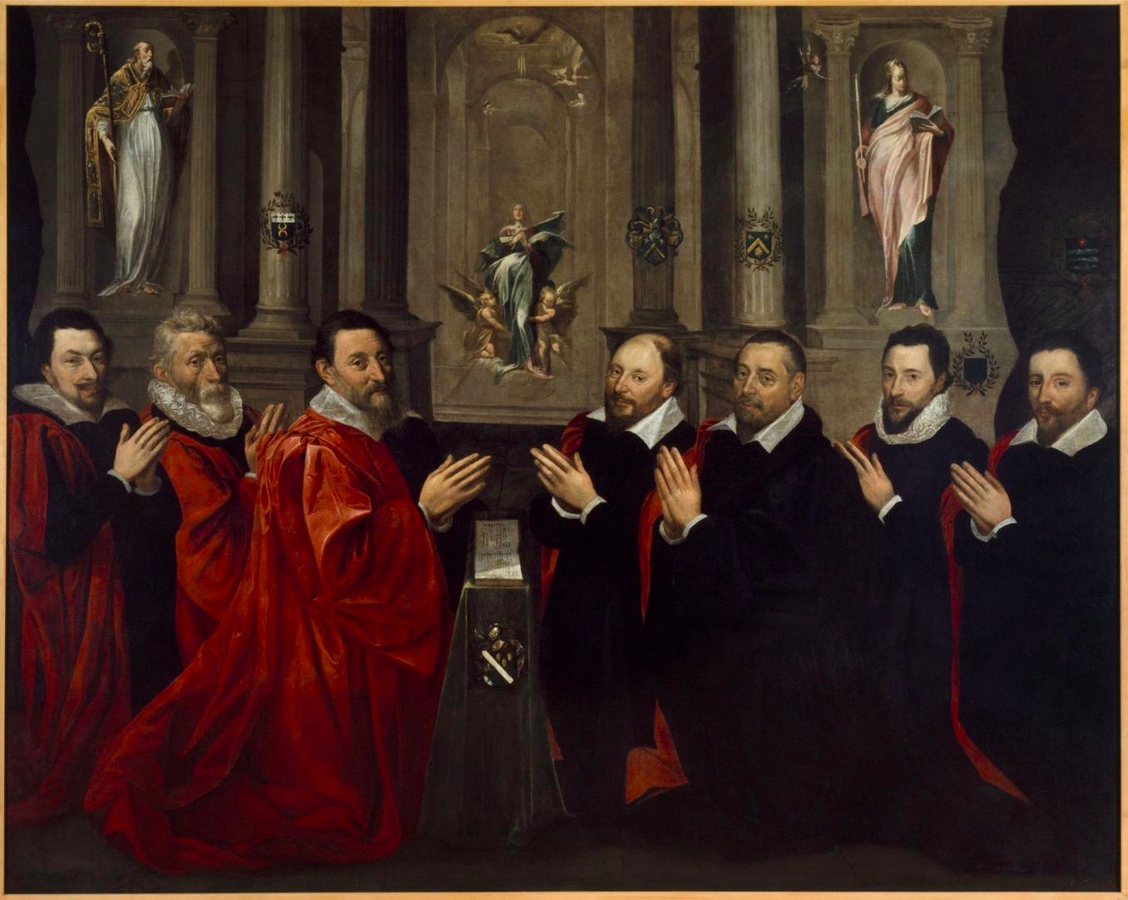
Georges Lallemant, Le Prévôt des marchands et les échevins de la ville de Paris, 1611, Paris, Museu Carnavalet.

A arte Barroca procedente da Itália, que havia influenciado de forma coordenada e semelhante Flandres, Holanda e Espanha, tomou um caminho diferente ao chegar na França, antes mesmo de Luís XIV subir ao trono.
O estilo da Escola de Fontainebleau, sob a tutela de Francisco I (1494-1547), havia se espalhado por toda França em meados do século XVI. 
A partir de 1594, durante o reinado de Henrique IV (1553-1610) e na Regência de Maria de Médici (1575-1642) as atividades artísticas da segunda Escola de Fontainebleau, embora tardia, alcançaram êxito com a maior utilização de motivos clássicos.
Portanto, enquanto as obras de Caravaggio e Carracci se espalhavam e ganhavam adeptos, a França permanecia ligada aos temas clássicos alimentados pelo humanismo, que incluía a literatura e o racional, e a busca da felicidade em um mundo perfeito.
No século XVI, as viagens à Itália não eram sistemática entre os artistas franceses. Com a pacificação da península, o fim das guerras de religião na França, a viagem torna-se menos perigosa e a possibilidade de uma estada de “treinamento” tornou-se acessível. Num contexto de reação ao maneirismo, ou de fascínio pela Antiguidade, alguns pintores foram à Itália estudar os vestígios antigos e os grandes mestres do Renascimento.
Simon Vouet foi para Veneza, onde estudou Veronese, depois juntou-se a Roma em 1614. Nicolas Poussin mudou-se para Roma em 1624 e foi estudarTiciano e escultura da Grécia Antiga. 

## Academia

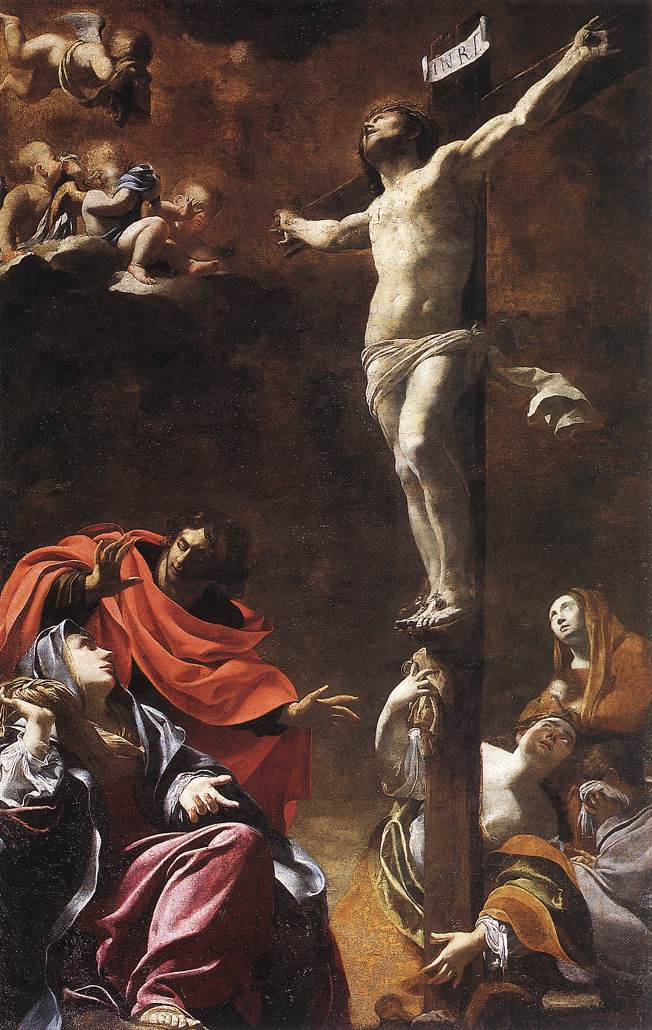
Simon Vouet, Crucificação, 1622, Igreja de Gesù, Gênes.

Em 1648, no Grand Palais-Royal, a então regente, Ana da Áustria (1601-1666), mãe de Luís XIV e o Conselho real aprovaram a fundação da Academia Real de Pintura e Escultura, uma instituição que dominaria a produção artística por 200 anos.
Inspirada na Academia de São Lucas, em Roma, a Academia Real pretendia profissionalizar os artistas que trabalhavam para a corte francesa. Cerca de 35 anos depois, a organização atingiu toda a sua glória sob a liderança do pintor histórico Charles Le Brun, que deu precedência aos pintores de história ou mitologia, seguidos por aqueles que pintavam retratos, cenas de gênero, paisagens, animais e, por último, naturezas mortas. 
Le Brun também instituiu um sistema regulamentado de formação artística que promoveu o ensino da perspectiva e do desenho e, portanto, correspondia estreitamente aos ideais defendidos pelo classicista Nicolas Poussin.
Em 1666, Jean-Baptiste Colbert fundou a Academia da França em Roma, para os ganhadores de bolsa de estudos com origem na competição artística do Grand Prix de Roma, patrocinada pelo governo francês. Em Roma, por cerca de um ou dois anos, os jovens artistas devotavam-se a fazer cópias das Antiguidades e das obras Renascentistas, adquirindo conhecimento e treinamento adicional.

## Artistas
- Irmãos Le Nain (1588-)
- Simon Vouet (1590-1649)
- Valentin de Boulogne (1591-1632)
- Georges de La Tour (1593-1652)
- Nicolas Poussin (1594-1665)
- Jacques Stella (1596-1657)
- Jacques Linard (1597-1645)
- Sebastien Stoskopff (1597-1657)
- Jacques Blanchard (1600-1638)

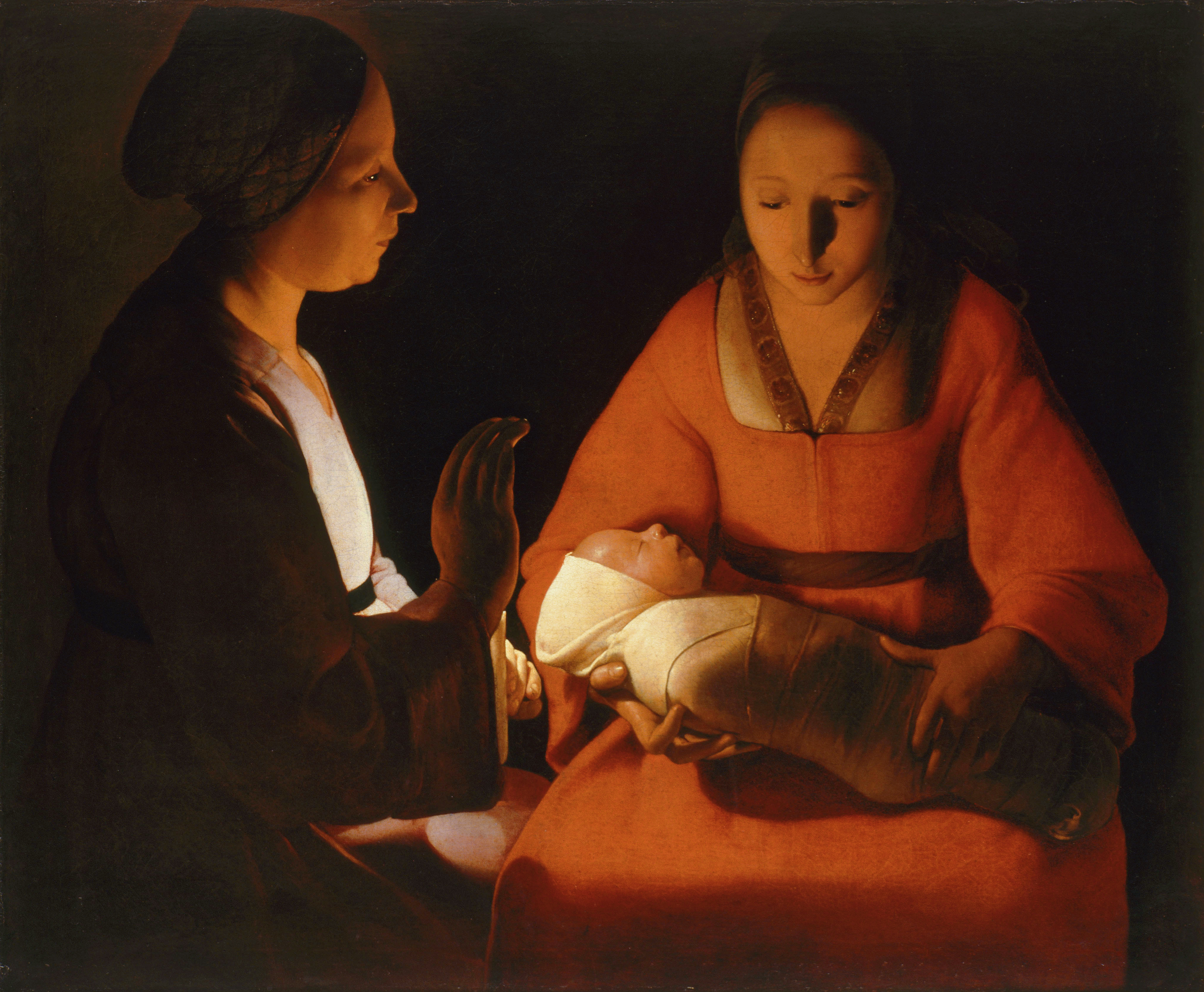
Georges de La Tour, Le Nouveau-né, 1648, Musée des beaux-arts de Rennes.

- Claude Gellée conhecido como Le Lorrain (1600-1682)
- Philippe de Champaigne (1602-1674)
- Pierre Patel (1604-1676)
- Laurent de La Hyre (1606-1656)
- Nicolas Mignard (1606-1668)
- Jean Tassel (1608-1667)
- Lubin Baugin (1612-1663)
- Pierre Mignard (1612-1695)
- Gaspard Dughet (1613-1675)
- Daniel Hallé (1614-1675)
- Sébastien Bourdon (1616-1671)
- Eustache Lesueur (1617-1655)
- Charles Le Brun (1619-1690)
- Noël Coypel (1628-1707)
- Charles de La Fosse (1636-1716)
- Jean Jouvenet (1644-1717)
- François de Troy (1645-1730)
- René-Antoine Houasse (~ 1645-1710)
- Joseph Parrocel (1646-1704)
- Claude Guy Hallé (1652-1736)
- Nicolas de Largillierre (1656-1746)
- Louis de Boullogne ( 1657-1733 )
- Hyacinthe Rigaud (1659 1743)
- Antoine Coypel (1661-1722)
- Alexandre-François Desportes (1661-1743)

## Ver Também
- História da Pintura
- Pintura da França
- Barroco
- Classicismo